# Baguaquan
Il Pugilato degli Otto Trigrammi (old?T, 八卦拳S, bāguàquánP, pa kua ch’uanW, lett. "trad?") è un nome con cui a volte viene indicato lo stile di arti marziali cinesi Baguazhang, ma è anche il nome di alcuni altri stili e Taolu..
Il Baguaquan è un nome che viene spesso ritrovato associato a rivolte popolari, come quella di Wang Lun nel 1774 o quella del Baguajiao del 1813, assieme al Meihuaquan e ad altri stili.

## Baguaquan
Uno stile con questo nome, classificato come Changquan è diffuso e popolare nelle province di Hebei, Shandong ed Henan. Si compone di 24 sequenze caratterizzate da movimenti semplici e potenti, divise in tre gruppi di 8, corrispondenti a tre livelli di pratica. Il trentaseiesimo anno dell'epoca dell'imperatore Qianlong (1771), Meng Er (孟二) ed il nipote Zhang Bailu (张百禄), due persone di Shouzhang (寿张) nello Shandong insegnarono il Baguaquan. Un altro riferimento storico menziona un certo Liu Yulong (刘玉癃) di Raoyang (饶阳) in Hebei, che imparò il Baguaquan da Guo Luoyun (郭洛云) di Weixian in Shandong e da Zhang Guang (张广) di Shenxian (深县) in Hebei, durante il regno di Jiaqing (1796-1821).
A livello tattico, si caratterizza dall'idea di opporre l'inflessibile all'inflessibile, la pietra alla pietra, secondo il detto tipico dello stile: se tu mi colpisci, ti voglio bloccare, ti colpisco, tu non puoi fermarmi (Ni da, an bu dan, an da ni, dang bu zu). Questo stile utilizza poi numerose armi: dao, qiang, guai, liuxing chui, shuang gou, il ji, ecc.

## Fu Xi Baguaquan
Il Pugilato degli Otto Trigrammi di Fu Xi (old?T, 伏羲八卦拳S, Fú Xī bāguàquánP, Fu Hsi pa kua ch’uan W, lett. "trad?") è uno stile di arti marziali cinesi anche chiamato Pugilato degli Otto Trigrammi Prenatale  (old?T, 先天八卦拳S,  xiāntiān bāguàquánP, hsien t’ien pa kua ch’uan W, lett. "trad?"). Prende il suo nome dal fatto che la sua teoria di base si richiama alla teoria Xiāntiān Bāguà, che viene attribuita a Fu Xi (伏羲). Viene considerato uno stile interno o Neijiaquan (内家拳). Lo stile ha due forme di Base: Forma Antica in 72 Figure del Pugilato degli Otto Trigrammi di Fu Xi (old?T,  伏羲八卦拳七十二式老架S, Fú Xī bāguàquán qīshí'èr shì lǎojiàP, Fu Hsi pa kua ch’uan ch’i shih erh shih lao chiaW, lett. "trad?") e Avanzare Colpendo in 32 Figure del Pugilato degli Otto Trigrammi di Fu Xi (old?T,  伏羲八卦拳三十二式进捶S, Fú Xī bāguàquán sānshí'èr shì jìn chuíP, Fu Hsi pa kua ch’uan san shih erh shih chin ch’uiW, lett. "trad?"). Questo pugilato è diffuso nella zona Nord Est della provincia di Anhui, nelle aree amministrative di Funan (阜南), di Fuyang (阜阳), di Linquan (临泉), di Bozhou (亳州), ecc. In particolare nell'area di Funan sono presenti due maestri di sesta generazione dello stile: Ma Jusen (马具森) e Li Yuming (李玉明).

## Qianmen Baguaquan
Il Pugilato degli Otto Trigrammi della porta del (trigramma) qián (old?T, 乾门八卦拳S, qiánménbāguàquánP, chian men pa kua ch’uanW, lett. "乾門八卦拳") è uno stile praticato nella zona di Xuchang in Henan. Esso è stato trasmesso da Wú Zhènjiāng 吳振江 (1820-1896), un uomo originario di Dezhou che aveva partecipato alla rivolta dei Taiping Tianguo.

### Il lignaggio del Qianmen Baguaquan
Wú Zhènjiāng 吳振江- Hán Fèngmíng 韓鳳鳴- Zhào Wénliàng 趙文亮- Zōu Qīngtài 鄒清泰

## Xiuping Baguaquan
Il Pugilato degli Otto Trigrammi del miglior livello (old?T, 秀平八卦拳S, xiù píng bāguàquánP, hsiu p’ing pa kua ch’uan W, lett. "trad?") è abbreviato in Xiuquan  (old?T, 秀拳S, xiùquánP,  hsiu ch’uan W, lett. "Pugilato migliore").

## Ziwu Baguaquan
Il Pugilato degli Otto Trigrammi Ziwu (old?T, 子午八卦拳S,  zǐ wǔ bāguàquánP, tzu wu pa kua ch’uan W, lett. "trad?") è un tipo di Baguaquan che è praticato a Liangshan in Shandong. Questo Baguaquan presenta molte analogie con il Baguazhang.

## Shaolin Baguaquan
Il Pugilato degli Otto Trigrammi di Shaolin (old?T,  少林八卦拳S,  Shàolín bāguàquánP, Shao lin pa kua ch’uan W, lett. "trad?") è uno stile di arti marziali cinesi che pone enfasi sui salti e le cadute.

## Il Baguaquan del Diancang Wushu
Un Baguaquan è stato insegnato da Shi Dacai 史达开 ed è descritto in un libro di Bai Shiru, sui pugilati praticati a Dali in Yunnan dalle minoranze nazionali.

## Meihuaquan e Baguaquan
Secondo le leggende ed i libri segreti del Meihuaquan il proprio maestro fondatore, Yun Pan (云盘), che viveva sul Kunlunshan diede vita anche ad un altro stile: il Baguaquan. Questi due stili sono perciò considerati entrambi appartenenti alla Scuola del Kunlun (old?T,  昆仑派S,  KūnlúnpàiP, K’un lun p’ai W, lett. "崑崙派").

## Il Wuxing Baguaquan del Dayan Qigong
Nello stile Dayan Qigong esiste un esercizio che si chiama Pugilato dei 5 Agenti e degli Otto Trigrammi  (old?T, 五行八卦拳S, wǔ-xíng bāguàquánP, wu hsing pa kua ch’uan W, lett. "trad?") che si compone di 28 figure.

## Il Dating Baguaquan del Cailifo
Nello stile Cailifo c'è una forma che si chiama Dating Baguaquan  (old?T, 达庭八卦拳S, dá tíng bāguàquánP, ta ting pa kua ch’uan W, lett. "Pugilato degli Otto Trigrammi che raggiunge la corte").

## Xiao Bagua neigong quan
Lo Xiao Bagua Neigong Quan   (old?T, 小八卦内功拳S,  xiǎo bāguà  nèigōng quánP, shao pa kua nei kung ch’uan W, lett. "Piccolo Pugilato dell’allenamento interiore degli Otto Trigrammi"), spesso abbreviato in Xiao Baguaquan   (old?T, 小八卦拳S,  xiǎo bāguàquánP, shao pa kua ch’uan W, lett. "Piccolo Pugilato degli Otto Trigrammi"), è un esercizio molto importante dello Shaolin Tongzhong gong   (old?T, 少林铜钟功S,  Shàolín tóngzhōng gōng P, shao lin t’ung chung kung W, lett. "Lavoro della Campana di Ottone di Shaolin") . Questo esercizio si compone di 37 figure. Esso è un tesoro raro e prezioso della cultura Cinese diffuso nell'area di Wenzhou.

## Huxing Baguaquan
Una forma chiamata Huxing Baguaquan   (old?T, 虎形八卦拳S,  hǔxíng bāguàquánP, hu hsing pa kua ch’uan W, lett. "Pugilato degli Otto Trigrammi a Forma di Tigre") in quindici figure appartiene allo stile Huxingquan   (old?T, 虎形拳S,  hǔxíngquánP, hu hsing ch'uanW, lett. "Pugilato a Forma di Tigre").

## Jintai Quanpu
Nel Jintai Quanpu (金台拳谱), un libro del 1929, si descrivono alcuni tipi di pugilato tra cui un Baguaquan in 64 vie (八卦拳六十四路), non collegato al Baguazhang. Nel testo si fa risalire il proprio lignaggio all'epoca Song.